# 三陵乡 (宁安市)
三陵乡，是中华人民共和国黑龙江省牡丹江市寧安市下辖的一个乡镇级行政单位。

## 行政区划
三陵乡下辖以下地区：
三陵村、三星村、南阳村、西崴子村、东沟村、胡家村、连家村、贝家村、爬梨沟村、八家子村、北湖村、兴华村、兴隆店村、红旗村、小兰旗沟村、红土村、泉眼沟村和胡家沟村。